# إصبع الزنك

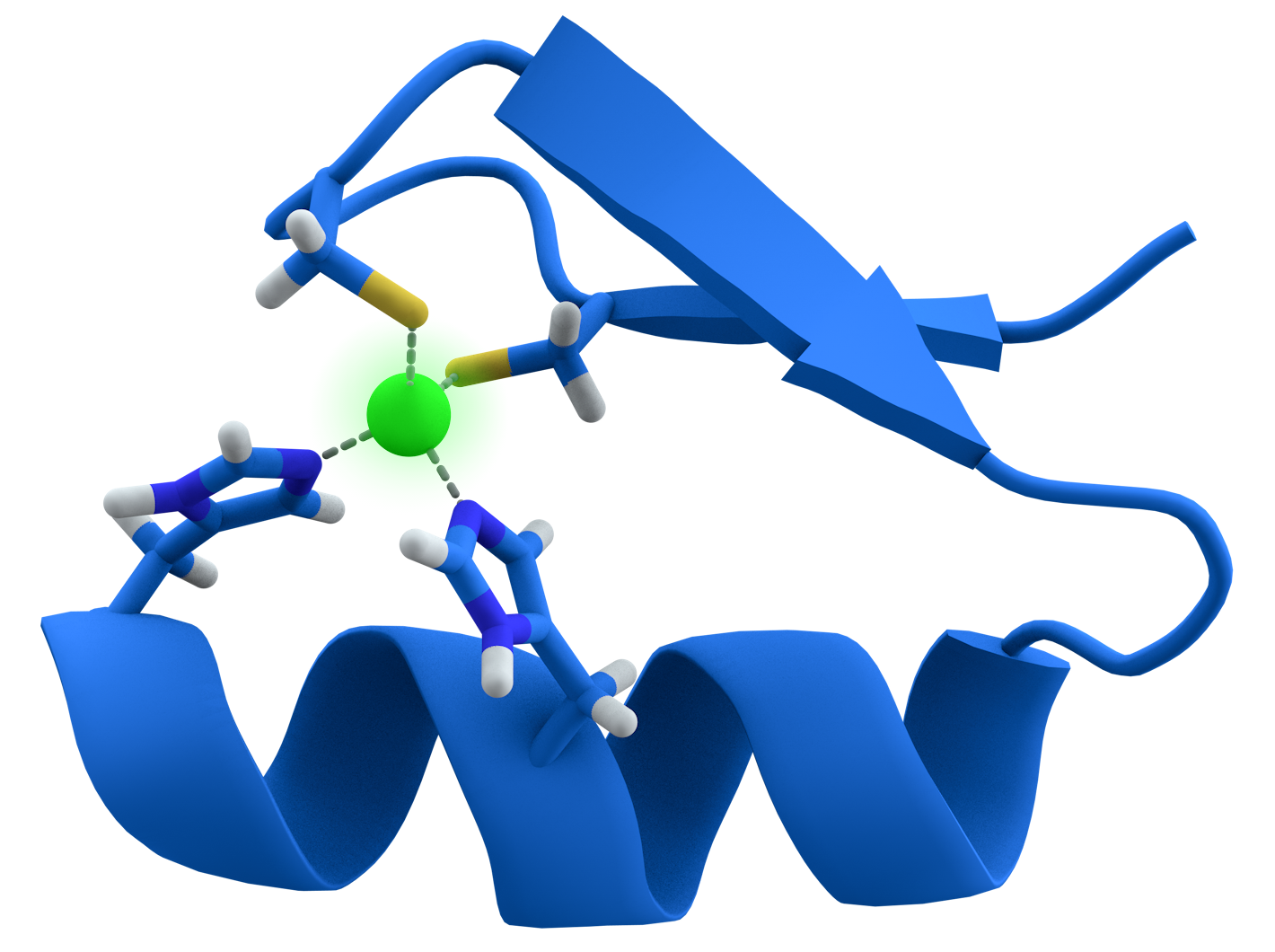
تمثيل لإصبع الزنك

إصبع الزنك هو بروتين صغير ذو طابع بنائي مميز على هيئة تشبه الإصبع، وتشكل الوحدات البنائية فيه روابط تناسقية مع واحد أو أكثر من أيونات الزنك، والتي تساهم في تثبيت البنية، وهو يوجد بكثرة في العديد من حقيقيات النوى.
تساهم البنية الصغيرة المميزة لإصبع الزنك بالتآثر السهل مع جزيئات صخمة حيوية مهمة، مثل الحمض النووي الريبوزي منقوص الأكسجين (DNA) والحمض النووي الريبوزي (RNA).